# Чепмен, Трейси
Тре́йси Ча́пман (англ. Tracy Chapman; 30 марта 1964, Кливленд, Огайо) — американская певица, исполняет собственные песни, затрагивающие зачастую острые социальные темы. Активно выступает за гражданское и гендерное равенство, соблюдение прав человека во всём мире. Одна из её самых известных песен — «Fast Car» (1988) — исполнялась на концерте, посвященном 70-летию Нельсона Мандела и включена в список 500 лучших песен всех времён журнала Rolling Stone. Её самая коммерчески успешная запись — «Give Me One Reason» (1996) — отмечена премией «Грэмми» за лучшую рок-песню.

## Биография
В 1982 г. Трейси Чапман окончила Вустерскую частную школу в городке Данбери, штат Коннектикут, и поступила в Университет Тафтса, в Медфорде (штат Массачусетс), где специализировалась на антропологии и африкановедении.
В 1986 г. Трейси присоединяется к ансамблю африканских барабанов колледжа, развивая при этом свою собственную фольклорную игру на гитаре. В этот период Трейси выступает в Бостонском народном кружке с акустическими песнями собственного сочинения. Одновременно она записывает демоверсии собственных песен на радиостанции кампуса университета Tufts, WMFO. Там же она случайно знакомится со студентом Брайаном Коппельманом, который рекомендует Трейси своему отцу Чарльзу, президенту SBK publishing. В свою очередь Чарльз Коппельман знакомит Трейси с продюсером Дэвидом Кершенбаумом и представляет её на студии «Электра Рекордс» (Американская звукозаписывающая компания, входящая в состав Warner Music Group), где она завязывает знакомство с менеджером Эллиотом Робертсом. Трейси записывает для местного журнала «Fast Folk Musical Magazine» песню «For My Lover», журнал продается с песней.
После отказа нескольких продюсеров Трейси в 1987 г. записывает при содействии Дейвида Киршенбаума на студии «Электра» свой дебютный альбом Tracy Chapman.

## Дискография
- 1988 — «Tracy Chapman», (дата выпуска: 5 апреля 1988 г., лейбл «Электра»)
- 1989 — «Crossroads», (дата выпуска: 3 октября 1989 г., лейбл «Электра»)
- 1992 — «Matters of the Heart» (дата выпуска: 28 апреля 1992 г., лейбл «Электра»)
- 1995 — «New Beginning» (дата выпуска: 14 ноября 1995 г., лейбл «Электра»)
- 2000 — «Telling Stories» (дата выпуска: 15 февраля 2000 г., лейбл «Электра»)
- 2002 — «Let It Rain» (дата выпуска: 15 октября 2002 г., лейбл «Электра»)
- 2005 — «Where You Live» (дата выпуска: 13 сентября 2005 г., лейбл «Электра»)
- 2008 — «Our Bright Future» (дата выпуска: 11 ноября 2008 г., лейбл «Атлантик»)